# Lilting
Lilting je britský film z roku 2014. Jedná se o celovečerní filmařský debut Hong Khaou, britského režiséra narozeného v Kambodži. Cheng Pei-Pei v něm ztvárňuje čínsko-kambodžskou Kaiovu matku a Ben Whishaw jeho nepřiznaného životního partnera. Oba se v současném Londýně snaží vyrovnat s Kaiovou tragickou smrtí.
Snímek byl uveden v lednu 2014 v hlavní soutěži festivalu Sundance a odnesl si z něj cenu za nejlepší kameru v zahraničním dramatu. Dne 20. března měl svou evropskou premiéru jako zahajovací film londýnského gay a lesbického filmového festivalu. A v červenci téhož roku byl uveden v ČR na festivalu v Karlových Varech pod názvem Chvění.

## Postavy a obsazení
| Ben Whishaw     | Richard  |
| Cheng Pei-Pei   | Junn     |
| Andrew Leung    | Kai      |
| Morven Christie | Margaret |
| Naomi Christie  | Vann     |
| Peter Bowles    | Alan     |